# Saint-Marcel-de-Richelieu
Saint-Marcel-de-Richelieu, antes conocido como Saint-Marcel, es un municipalidad de Canadá perteneciente a la provincia de Quebec. Forma parte también del municipio regional de condado de Les Maskoutains en la región de Montérégie-Est en Montérégie.

## Geografía
El pueblo de Saint-Marcel-de-Richelieu se encuentra en la parte norte del MRC de Les Maskoutains, 30 km al norte de Saint-Hyacinthe. Está ubicado entre Saint-David al norte, Saint-Guillaume al noreste, Saint-Hugues al sureste, Saint-Louis al suroeste y Saint-Aimé al noroeste. Su superficie total es de 51,35 km², de los cuales 51,07 km² son tierra firme. El río Yamaska atraviesa el oeste del municipio. Los arroyos de la Descente Jérôme-Bonin, Descente Saint-Marcel y du Bas du Rang bañan el territorio.

## Historia
La parroquia católica de Saint-Marcel, recordando Marcelo I, fue constituida en 1852, por separación de Saint-Jude y de Saint-Aimé. El municipio de parroquia de Saint-Marcel fue instituido en 1855. La cultura de pepinos era importante durante los años 1950. El municipio ratificó el gentilicio Marcelois (en francés) en 1986 y cambió su nombre para Saint-Marcel-de-Richelieu en 1988.

## Política
Saint-Marcel-de-Richelieu está incluso en el MRC de Les Maskoutains. El consejo municipal está compuesto por seis consejeros sin división territorial. El alcalde actual (2014) es Réjean Bernier.
|            | 2005-2009                                                                                         | 2009-2013 | 2013-2017                                                                                                   |
| Alcalde    | Yvon Pesant                                                                                       | Yvon Pesant                                                                                                  | Réjean Bernier                                                                                              |
| Consejeros | Robert Beauchamp Réjean Bernier Roger Couture Marguerite Desrosiers Gabriel Nault Serge St-Martin | Robert Beauchamp Mathieu Chicoine Roger Couture Marguerite Desrosiers Karyne Messier Lambert Serge St-Martin | Rachel Barratt Robert Beauchamp Mathieu Chicoine Roger Couture Marguerite Desrosiers Karyne Messier Lambert |

* Consejero al inicio del termo pero no al fin.  ** Consejero al fin del termo pero no al inicio.
El municipio está ubicado en la circunscripción electoral de Richelieu a nivel provincial y de Saint-Hyacinthe—Bagot a nivel federal.

## Demografía
Según el censo de Canadá de 2011, contaba con 543 habitantes. La densidad de población estaba de 10,7 hab./km². Entre 2006 y 2011 hubo una diminución de 37 habitantes (6,4 %). En 2011, el número total de inmuebles particulares era de 242, de los que 217 estaban ocupados por residentes habituales.
Evolución de la población total, 1991-2014

## Economía
La economía local es agrícola,.